# Персидский осётр
Персидский осётр, или иранский осётр, или южнокаспийский осётр, или куринский осётр (лат. Acipenser persicus) — проходная рыба семейства осетровых. Персидский осётр обитает в средней и южной частях Каспийского моря. Реже встречается в северной части Каспийского моря, подвид колхидский осётр (лат. A. persicus colchicus V.Marti) обитает в восточной части Чёрного моря. Заходит на нерест в реки Сефидруд, Кура, возможно, Терек и другие, в основном на юге Каспия. в Чёрном море - в Риони и Ингури, в прошлом заходил в Волгу и Урал, но в последние годы в России не встречается. 80% популяции приходится на Иран. Его интенсивно вылавливали из-за мяса и икры, и его миграция вверх по реке ограничена плотинами. Молодые рыбы питаются мелкими беспозвоночными, по мере роста постепенно переходя к более крупной добыче, такой как крабы и рыбы. Угрозы, с которыми сталкивается эта рыба, включают чрезмерный промысел с изъятием неполовозрелой рыбы до их размножения, перекрытие рек, потеря нерестилищ и загрязнение воды. Международный союз охраны природы внес эту рыбу в список находящихся под угрозой исчезновения и предположил, что увеличение количества рыбопитомников может принести пользу.

## Внешний вид
Персидский осётр имеет продолговатое тело с голубоватым оттенком. Этот вид осетровых является эндемиком бассейна Каспийского и Чёрного морей. Популяции могут также встречаться в реках, впадающих в Каспийское море, и их притоках. Осетровые являются коммерчески важными рыбами, ценящимися за их мясо, но главным образом за икру. Персидский осётр, ранее повсеместно распространенный в регионе, оказался в статусе вида, находящегося под угрозой исчезновения, вследствие интенсивного вылова. 
Филогенетические исследования, проведённые в 2008 году, не выявили генетических отличий персидского осетра от русского осетра, требуются дополнительные исследования для определения видового статуса персидского осетра.

## Ареал
Персидский осётр обитает в шельфовой зоне моря, прежде всего в Южном Каспии. Отдельные экземпляры встречаются в Северном Каспии, западной части Среднего и Южного Каспия, также в восточной части Чёрного моря. В Красной книге МСОП (2010 год) указано, что вид обитает только в Каспийском море.

## Экология
Персидский осётр — это гетеротроф, наделенный тактильными и вкусовыми рецепторами; при кормлении просто всасывает пищу. Пищевые привычки осетра меняются на протяжении всей его жизни. Будучи мальком, осётр питается беспозвоночными, в том числе Mysidae, Chironomidae и Gammaridae. Примерно в возрасте 2—3 лет многие начинают питаться крабом или рыбой, и, наконец, в зрелом возрасте персидский осётр потребляет в основном рыбу.
Размножается осётр в основном в реках Кура, Аракс и Сефидруд. Его половое размножение происходит в водах с температурой 20—25 °C. Нерест происходит в разное время для разных рек. Нерест в Волге происходил с конца июля до начала августа, в реке Кура — с апреля до середины сентября, а в реке Урал — с июня по июль. За исключением времени нереста осётр является донным обитателем над илом или песком. В настоящее время разводится в Иране на рыбозаводах, в Иране производится выпуск молоди персидского осетра в Каспий для поддержания популяции.

## Сохранение
При обсуждении вопроса о сохранении персидского осетра необходимо учитывать четыре момента. Регулирование водотоков и перекрытие рек, потеря нерестилищ, уровни загрязнения рек в Каспийском море и рыболовство в море. Многие проблемы для осетровых вызваны деятельностью человека, особенно рыболовством. Когда рыбаки вынимают осетровых из моря раньше времени, они нарушают экологический цикл, вылавливая неполовозрелую рыбу и сокращая нерестовую популяцию. Одним из таких решений этой проблемы могли бы стать правительственные или неправительственные субсидии для оказания помощи рыбоводным предприятиям в искусственном воспроизводстве персидского осетра.